# Lądowisko Brzesko-Szpital
Lądowisko Brzesko-Szpital – lądowisko sanitarne w Brzesku, w województwie małopolskim, położone przy ul. Kościuszki 68. Przeznaczone jest do wykonywania startów i lądowań śmigłowców sanitarnych i ratowniczych o dopuszczalnej masie startowej do 5700 kg w dzień i w nocy.
Zarządzającym lądowiskiem jest Samodzielny Publiczny Zespół Opieki Zdrowotnej w Brzesku. W roku 2013 zostało wpisane do ewidencji lądowisk Urzędu Lotnictwa Cywilnego pod numerem 244
Koszt dostosowania lądowiska do nowych przepisów wyniósł 900 tys. zł